# Harry Atkinson
Harry Albert Atkinson (Broxton, Inglaterra, 1 de novembro de 1831 – Wellington, Nova Zelândia, 28 de junho de 1892) foi o décimo premiê da Nova Zelândia em quatro ocasiões diferentes no final do século XIX, e foi Tesoureiro Colonial por um total de dez anos. Foi responsável por guiar o país durante um período de recessão econômica, e era conhecido como um gestor cauteloso e prudente das finanças públicas, embora tenha dado apoio a algumas políticas radicais, como o plano de Seguro Nacional (bem-estar) de 1882 e os projetos de arrendamento de terras. Participou também da formação de unidades militares voluntários para lutar nas Guerras da Nova Zelândia, e ficou conhecido por sua forte crença na necessidade de ocupação dos territórios maoris.

## Juventude
Atkinson, nasceu em 1831 na aldeia inglesa de Broxton. Foi educado na Inglaterra, mas, aos vinte e dois anos de idade decidiu seguir o seu irmão mais velho William de mudança para a Nova Zelândia. Estava acompanhado de seu irmão Arthur e de membros da família Richmond. Ao chegar à Nova Zelândia, Harry e Arthur adquiriram terras em Taranaki, assim como os Richmond. James e William Richmond entraram mais tarde também na política. A correspondência de Atkinson mostra que ele estava muito satisfeito com a sua decisão de se mudar para a Nova Zelândia, vendo-a como uma oportunidade para prosperar. Deu nome a sua pequena fazenda de Hurworth em homenagem ao vilarejo inglês, onde viveu quando criança, embora - como seu pai trabalhasse como construtor e arquiteto itinerante - a família tivesse que se mudar de cidade constantemente.

## Política provincial
Atkinson se envolveu pela primeira vez na política, quando se tornou membro do conselho provincial de Taranaki. Representou o eleitorado de Grey and Bell de 1857 a 1865, e novamente de 1873 a 1874. Foi membro do Conselho Executivo em 1868 e novamente em 1874 (de maio a outubro). Foi vice-superintendente em 1861-1862 na administração de Charles Brown, e novamente em 1863.
De particular interesse para ele era a política em relação às terras de propriedade dos maoris, que ele gostaria de vê-las tomadas pelos colonos britânicos. Acreditava que enquanto estivessem nas mãos dos maoris, elas impediam o desenvolvimento econômico da colônia. Atkinson e suas relações com os Richmond consideravam os maoris seres "selvagens", e acreditavam que a guerra era uma opção razoável para garantir a cooperação maori com a aquisição de terras pelos britânicos.
Quando os combates começaram, em Taranaki entre os maioris e os colonos, Atkinson ajudou a organizar um número de unidades de voluntários para lutar contra os maoris. Ele mesmo lutou em algumas batalhas. A importância da contribuição de Atkinson é discutível, mas seus esforços valeram-lhe o respeito de políticos com interesses semelhantes.

## Membro do Parlamento
| Parlamento da Nova Zelândia | Parlamento da Nova Zelândia | Parlamento da Nova Zelândia |
| Anos                        | Eleitorado                  | Partido                     |
| --------------------------- | --------------------------- | --------------------------- |
| 1861–1866                   | Grey and Bell               | Independente                |
|                             |                             |                             |
| 1867–1869                   | Cidade de New Plymouth      | Independente                |
|                             |                             |                             |
| 1872–1875                   | Egmont                      | Independente                |
| 1876–1879                   | Egmont                      | Independente                |
| 1879–1881                   | Egmont                      | Independente                |
| 1881–1884                   | Egmont                      | Independente                |
| 1884–1887                   | Egmont                      | Independente                |
| 1887–1890                   | Egmont                      | Independente                |
| 1890–1891                   | Egmont                      | Independente                |

A morte de William Cutfield King em fevereiro de 1861 provocou uma nova eleição no eleitorado de Grey and Bell e Atkinson foi eleito sem oposição para o Parlamento. Em 1864, foi nomeado ministro da Defesa no governo de Frederick Weld. Foi muito ativo nesta pasta, defendendo uma política de autossuficiência na condução da guerra. Em 1866, porém, pediu exoneração do cargo devido à morte de sua esposa, Amelia (com quem se casou em 1856). No ano seguinte, casou com sua prima Annie. Retornou ao parlamento de 1867 a 1869 pelo eleitorado da Cidade de New Plymouth, mas a partir de 1869 ocupou-se da manutenção de sua fazenda.
Em 1872, Atkinson retornou à política por Egmont, com a intenção de derrotar o candidato aliado de William Fox, um proeminente defensor dos maoris nos seus direitos a terra. Atkinson declarou que "não veria um Foxita entrar", e derrotou por uma pequena margem de votos o candidato. Uma vez no parlamento, Atkinson logo se envolveu em assuntos econômicos, opondo-se às políticas de Julius Vogel (que também passou a ser um defensor dos maoris nos seus direitos a terra). Vogel, que apoiou grandes empréstimos para financiar obras públicas, foi chamado por Atkinson de imprudente. A resposta de Vogel foi a de que Atkinson era uma pessoa excessivamente cautelosa e que iria atrasar o progresso econômico da colônia.
Atkinson e Vogel concordaram, no entanto, que o endividamento do governo provincial (em oposição ao governo central) estava realmente fora de controle. Os dois também acreditavam que os políticos provinciais eram mesquinhos e egoístas, e que mais cooperação era necessário entre as províncias e o Estado. Foi essa visão compartilhada do governo provincial que permitiu Vogel e Atkinson trabalharem em conjunto, apesar de nunca terem resolvido suas diferenças sobre os empréstimos do governo central ou no trato com os maoris. Atkinson mais tarde se membro do gabinete de governo de Vogel, mas não ocupou as pastas relacionadas a negociações com os maoris ou com financiamentos do governo. Ele continuou a expressar suas opiniões sobre esses assuntos, mas achou cada vez mais difícil convencer as pessoas de seus pontos de vista.

## Premiê da Nova Zelândia

### Primeiro mandato
Em 1876, Vogel pediu demissão do seu cargo, e Atkinson conseguiu que fosse indicado para ocupá-lo. Um de seus primeiros atos foi abolir as províncias. Assumiu também a responsabilidade direta pela política financeira, e implementou uma estratégia menos agressiva para os empréstimos. Tentou reformar o sistema pelo qual o dinheiro era tratado, colocando no governo toda a responsabilidade do empréstimo, aumentando o controle dos gastos a nível distrital ou municipal. Porém, os crescentes problemas econômicos levaram o seu plano a encontrar dificuldades. Como a economia diminuiu, Atkinson se tornou cada vez mais impopular.

### Segundo e terceiro mandatos
Atkinson perdeu força política em 1877, pouco mais de um ano após o início de seu mandato. Passou a ser então oposição, e continuou a promover suas ideias de cautela financeira. Propôs também uma série de outras medidas, incluindo o seguro nacional. Em 1883, conseguiu reocupar o posto de premiê por onze meses antes de perdê-lo para Robert Stout. Os dois então se envolveram em uma prolongada disputa pela liderança. Com apenas doze dias no cargo Stout sofreu uma forte contraofensiva de Atkinson que lhe tirou do poder. Stout, entretanto, não era tão facilmente derrotado, e retornou ao cargo depois de sete dias. Desta vez, Stout manteve a sua posição por três anos, derrotando todas as tentativas de Atkinson para derrubá-lo.

### Quarto mandato
Houve muito desentendimento em Wellington, em setembro de 1887, quando os deputados se reuniram para formar o novo governo. John Bryce, Robert Stout e William Rolleston tinham perdido as suas cadeiras no parlamento. Sir John Hall disse que já estava muito velho. As políticas de Julius Vogel foram rejeitadas pelos eleitores. Portanto, não houve alternativa para Harry Atkinson, e depois de duas semanas de negociações, anunciou um ministério em 11 de outubro. Apenas dois ministros tinham trabalhado com ele anteriormente. O Ministério Espantalho não era esperado durar, mas durou. Os anos de 1887 e 1888 foram os piores da Longa Depressão, e Atkinson cortou salários, levantou empréstimos e criou tarifas alfandegárias. Não era popular entre os ricos, mas eles temiam os líderes da oposição Grey e Balance ainda mais que tudo.
Durante este mandato, Atkinson foi Tesoureiro Colonial (1887-1891), Diretor-geral dos Correios (1887-1889), Comissário dos Telégrafos (1887-1889), Ministro da Marinha (1887-1891), Comissário dos Selos (1887-1891), Ministro da Educação (1889), e Comissário do Comércio e Alfândega.
Em 1890 Atkinson ficou muito doente e não fez mais discursos na Câmara.

### Derrota
Em 1891, Atkinson foi finalmente substituído como premiê por John Ballance do recém-criado Partido Liberal, o primeiro partido político organizado do país. Atkinson acedeu aos desejos de seus amigos, e em 23 de janeiro de 1891, foi nomeado para o Conselho Legislativo, junto com outros seis homens, para tentar barrar todos os projetos de lei radicais que Ballance pudesse apresentar na Câmara baixa. Ballance se tornou premiê em 24 de janeiro, e nomeou Atkinson como presidente do Conselho Legislativo.
Os liberais, que representavam as ideias de William Fox, Julius Vogel, e muitos outros adversários de Atkinson, permaneceram no poder por vinte e um anos após a derrota de Atkinson, mas Atkinson não chegou a ver isso. Depois de presidir a primeira reunião do Conselho em 28 de junho, na sessão de 1892, Atkinson retornou ao seu escritório, onde morreu.